# 500 Milhas de Indianápolis de 1934
Resultados das 500 Milhas de Indianápolis de 1934, no circuito de Indianapolis na quarta-feira, 30 de Maio de 1934.
| Pos final | Pos inicial | N.º | Nome                | Qual    | Rank | Voltas | Led | Posição         |
| --------- | ----------- | --- | ------------------- | ------- | ---- | ------ | --- | --------------- |
| 1         | 10          | 7   | BILL CUMMINGS       | 116.116 | 6    | 200    | 57  | Corrida         |
| 2         | 4           | 9   | MAURI ROSE          | 116.044 | 7    | 200    | 68  | Corrida         |
| 3         | 20          | 2   | LOU MOORE           | 113.442 | 16   | 200    | 0   | Corrida         |
| 4         | 19          | 12  | DEACON LITZ         | 113.731 | 14   | 200    | 0   | Corrida         |
| 5         | 24          | 16  | JOE RUSSO           | 113.115 | 18   | 200    | 0   | Corrida         |
| 6         | 8           | 36  | AL MILLER           | 113.307 | 17   | 200    | 0   | Corrida         |
| 7         | 18          | 22  | CLIFF BERGERE       | 115.243 | 8    | 200    | 0   | Corrida         |
| 8         | 9           | 10  | RUSS SNOWBERGER     | 111.428 | 23   | 200    | 0   | Corrida         |
| 9         | 3           | 32  | FRANK BRISKO        | 116.894 | 4    | 200    | 69  | Corrida         |
| 10        | 14          | 24  | HERB ARDINGER       | 111.722 | 22   | 200    | 0   | Corrida         |
| 11        | 1           | 17  | KELLY PETILLO       | 119.329 | 1    | 200    | 6   | Corrida         |
| 12        | 29          | 5   | STUBBY STUBBLEFIELD | 105.921 | 32   | 200    | 0   | Corrida         |
| 13        | 28          | 49  | CHARLES CRAWFORD    | 108.784 | 30   | 110    | 0   | In pits         |
| 14        | 11          | 31  | RALPH HEPBURN       | 114.321 | 10   | 164    | 0   | Connecting rod  |
| 15        | 12          | 18  | GEORGE BARRINGER    | 113.859 | 11   | 161    | 0   | Bent front axle |
| 16        | 6           | 26  | PHIL SHAFER         | 113.816 | 12   | 130    | 0   | Eixo de direção |
| 17        | 7           | 8   | TONY GULOTTA        | 113.733 | 13   | 94     | 0   | Vara            |
| 18        | 13          | 1   | LOUIS MEYER         | 112.332 | 20   | 92     | 0   |                 |
| 19        | 22          | 6   | DAVE EVANS          | 102.414 | 33   | 81     | 0   | Transmissão     |
| 20        | 15          | 15  | SHORTY CANTLON      | 117.875 | 2    | 76     | 0   |                 |
| 28        | 2           | 3   | WILBUR SHAW         | 117.647 | 3    | 15     | 0   | Lost oil        |
| 29        | 26          | 73  | DOC MACKENZIE       | 111.933 | 21   | 15     | 0   | Choque NC       |
| 30        | 31          | 29  | GENE HAUSTEIN       | 109.426 | 28   | 13     | 0   | Choque T4       |
| 31        | 30          | 63  | HARRY MCQUINN       | 111.067 | 24   | 13     | 0   | Vara            |
| 32        | 16          | 58  | GEORGE BAILEY       | 111.063 | 25   | 12     | 0   | Choque T3       |
| 33        | 32          | 46  | CHET MILLER         | 109.252 | 29   | 11     | 0   | Choque T1       |